# Jacques Secrétin
Jacques Secrétin (* 18. března 1949, Carvin, Pas-de-Calais - 26. listopadu 2020 ) byl francouzský stolní tenista. Na reprezentační úrovni hrál od roku 1964 do roku 1986, po ukončení kariéry se živil trénováním a vystupováním v exhibičních zápasech. Působil v klubech US Kremlin-Bicêtre, AS Pontoise-Cergy TT a Levallois SC. Byl jmenován Rytířem Čestné legie, ve městě Seclin je po něm pojmenována pingpongová hala. Vydal autobiografickou knihu Je suis un enfant de la balle (2007).

## Úspěchy
- Mistr světa ve smíšené čtyřhře 1977 (partnerka Claude Bergeretová)
- Mistr Evropy ve dvouhře mužů 1976
- Mistr Evropy ve čtyřhře mužů 1980 (partner Patrick Birocheau)
- Mistr Evropy ve smíšené čtyřhře 1984 (partnerka Valentina Popovová)
- Mistr Evropy v soutěži družstev 1984
- 61 titulů mistra Francie (17 ve dvouhře, 10 ve čtyřhře, 11 ve smíšené čtyřhře a 23 v soutěži družstev)
- Vítěz Poháru mistrů evropských zemí 1990 s Levallois SC TT